# Coriolopsis glabrorigens
Coriolopsis glabrorigens är en svampart som först beskrevs av Lloyd, och fick sitt nu gällande namn av Núñez & Ryvarden 2001. Coriolopsis glabrorigens ingår i släktet Coriolopsis och familjen Polyporaceae.   Inga underarter finns listade i Catalogue of Life.